# ATP Challenger Cascais
Der ATP Challenger Cascais (offiziell: Cascais Challenger) war ein Tennisturnier, das 1988 einmal in Cascais, Portugal, stattfand. Es gehörte zur ATP Challenger Tour und wurde in der Halle auf Teppich gespielt.

## Liste der Sieger

### Einzel
| Jahr | Sieger        | Finalgegner   | Ergebnis   |
| ---- | ------------- | ------------- | ---------- |
| 1988 | Eduardo Masso | Thomas Haldin | 4:1 aufgg. |

### Doppel
| Jahr | Sieger                      | Finalgegner                 | Ergebnis      |
| ---- | --------------------------- | --------------------------- | ------------- |
| 1988 | Ronnie Båthman Rikard Bergh | Andrew Castle Menno Oosting | 3:6, 6:4, 6:4 |